# Maidur, Hirekerur
Maidur là một làng thuộc tehsil Hirekerur, huyện Haveri, bang Karnataka, Ấn Độ.